# Muscina prolapsa
Muscina prolapsa är en tvåvingeart som först beskrevs av Harris 1780.  Muscina prolapsa ingår i släktet Muscina och familjen husflugor. Arten är reproducerande i Sverige. Inga underarter finns listade i Catalogue of Life.

## Bildgalleri

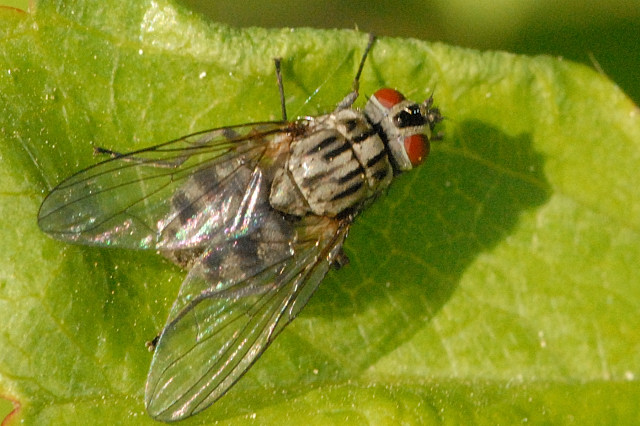
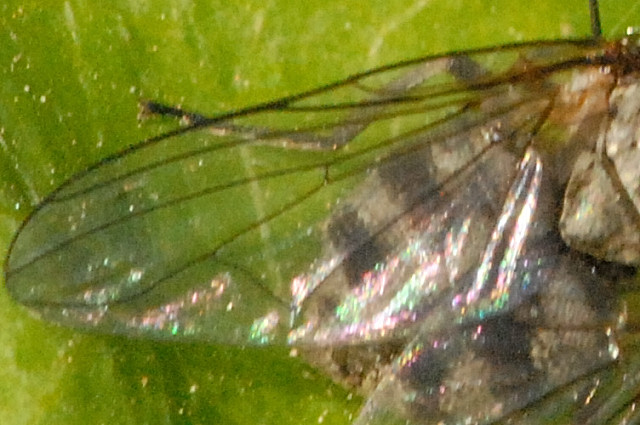